# Kasteel Carpentier
Kasteel Carpentier (Villa 'St. Pierre')  is een kasteel in de West-Vlaamse gemeente Wingene, gelegen in het uiterste oosten van de gemeente, ten noordwesten van Doomkerke nabij de De Gulke Putten, gelegen aan de Sint Pietersveldstraat 4. 

## Geschiedenis
Het kasteeltje werd in 1883 gebouwd in opdracht van burggraaf Carolus De Beughem, en na diens dood werd het verkocht aan Pierre Carpentier. In 1920 werd het domein onteigend om er een zendstation te bouwen dat in 1927 als Radiozendstation Belradio met uitzendingen begon. In het kasteel zelf werden twee appartementen voor de ingenieurs ingericht. Tijdens de Tweede Wereldoorlog werd het kasteel gebruikt als platform voor Duits luchtafweergeschut.
Vanaf 1997 werd het kasteel weer bewoond en in 2012 vond de geruchtmakende kasteelmoord plaats op de toenmalige bewoner Stijn Saelens.

## Gebouw
Het kasteeltje heeft een onregelmatige plattegrond. De centrale gevel heeft een bordes en wordt door twee trapgevels geflankeerd. Aan de rechterzijde is er een torentje. Het geheel bevindt zich in een park met kenmerken van de laat-19e-eeuwse landschapsstijl.